# Albert Kellogg
Albert Kellogg (New Hartford, Connecticut, 6 de desembre del 1813 - Alameda, Califòrnia, 31 de març del 1887) va ser un metge i botànic estatunidenc, i un dels set fundadors (1853) de l'Acadèmia de les Ciències de Califòrnia.

## Biografia
Després d'estudiar en l'escola de Wilbraham (Massachusetts) estudià a la Transylvania University de Lexington (Kentucky), on es titulà el 1834. Posteriorment va fer diverses expedicions de recol·lecció vegetal per l'oest dels EUA, cosa que li permeté també de descriure les espècies arborícoles de Califòrnia. Els seus informes apareixen el 1845 en l'obra de John Charles Frémont Report of the Exploring expedition to the Rocky Mountains in 1842 and to Oregon & North California in the years in 1843-44. Posteriorment s'embarcà en una expedició que cobrí tota la costa americana de l'Oceà Pacífic, des de la Terra del Foc fins a Alaska, on arribà el 1867 juntament amb George Davidson; en aquesta regió aplega una gran col·lecció de flora, que es conserva parcialment a la Smithsonian Institution, a la Philadelphia Academy of Natural Sciences i a l'Acadèmia de les Ciències de Califòrnia.
D'idees avançades, obrí l'Institut Smithsonià a les dones, contractant-ne dues com a conservadores: Katherine Brandegee i Alice Eastwood. S'especialitzà en l'estudi dels arbres.
Per honorar-lo, hom batejà amb el seu nom el gènere Kelloggia Torr. ex Hook.f. 1874 i les espècies Amsinckia kelloggii Suksd., Antirrhinum kelloggii Greene, Arracacia kelloggii (A.Gray) S.Watson, Hemizonia kelloggii Greene, Lilium kelloggii Purdy, Poa kelloggii Vasey, Polygonum kelloggii Greene, Quercus kelloggii Newb.

## Obres
(selecció)
- West American Oaks
- Forest Trees of California. Second Report of the State Mineralogist of California, App. 1.